# Коя-сан
Коя-сан (яп. 高野山 Ко:я-сан) — горная местность в префектуре Вакаяма в Японии к югу от Осаки.

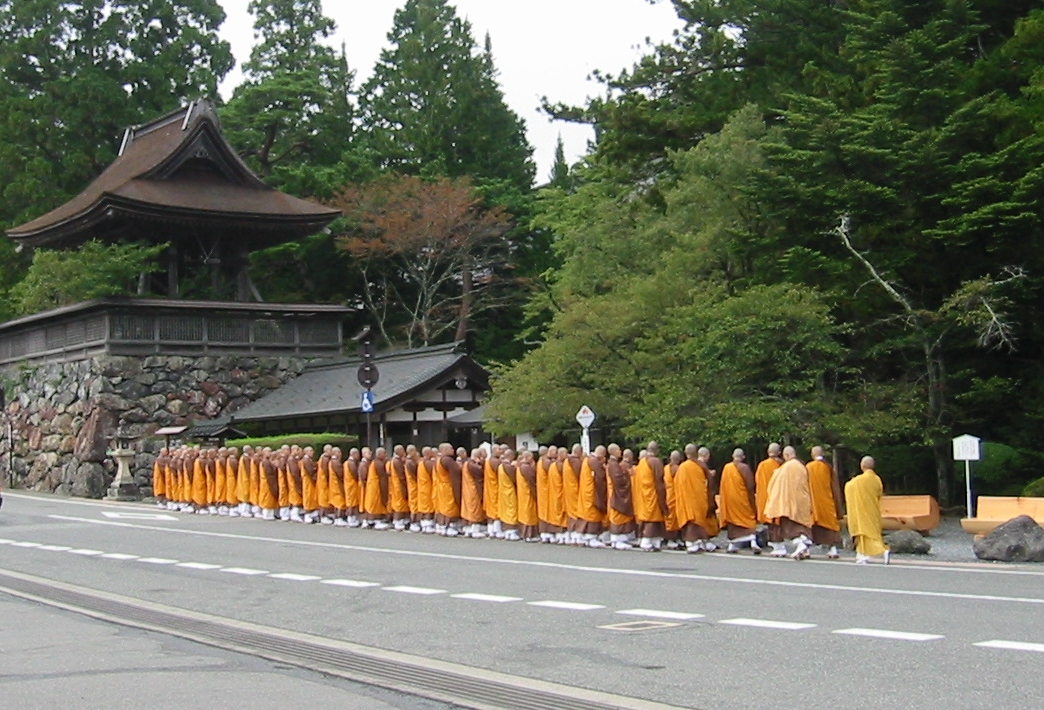
Монахи школы Сингон

На Коя-сан находятся многочисленные храмы и монастыри буддийской школы сингон. Первый храм основал в 819 буддийский монах Кукай, основатель школы сингон, в долине на высоте 800 м среди восьми горных пиков. Сейчас там находится около сотни монастырей, которые предлагают также ночлег паломникам. На горе находятся следующие знаменитые храмы и монастыри:
- Окуно-ин (奥の院), мавзолей Кукая, окружённый кладбищем;
- Компон-дайто (根本大塔), пагода, которая в соответствии с доктриной школы сингон находится в центре мандалы, охватывающей всю Японию; пагода входит в комплекс Гаран;
- Конгобу-дзи (金剛峰寺), главный храм школы сингон;

На горном плато находится также фамильная гробница рода Токугава, построенная третьим сёгуном Токугава Иэмицу, из сёгунов рода в данной гробнице никто не похоронен.
От Коя-сан отходит древняя тропа паломничества Кумано-кодо к синтоистским святилищам Кумано-Хонгу-тайся (яп. 熊野本宮大社)、Кумано-Хаятама-тайся (яп. 熊野速玉大社) и Кумано-Нати-тайся (яп. 熊野那智大社).
До Коя-сан ведёт железнодорожная ветка «Нанкай Электрик» от вокзала Намба в Осаке (до станции Гокуракубаси у подножия гор). К вершинам священной местности пассажиров далее быстро поднимает фуникулёр.

## Изображения

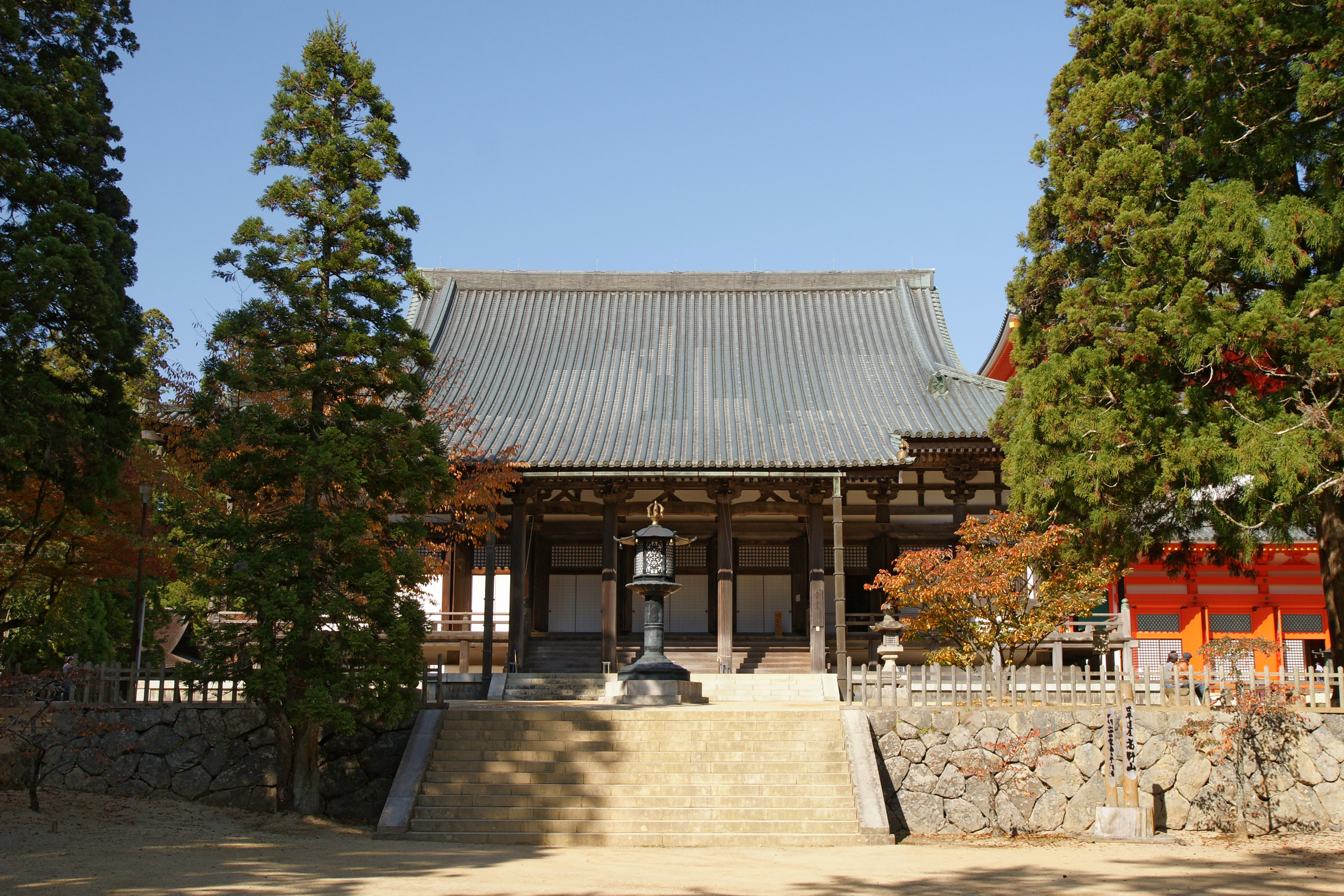
Кондо, главный зал[англ.] Коя-сан
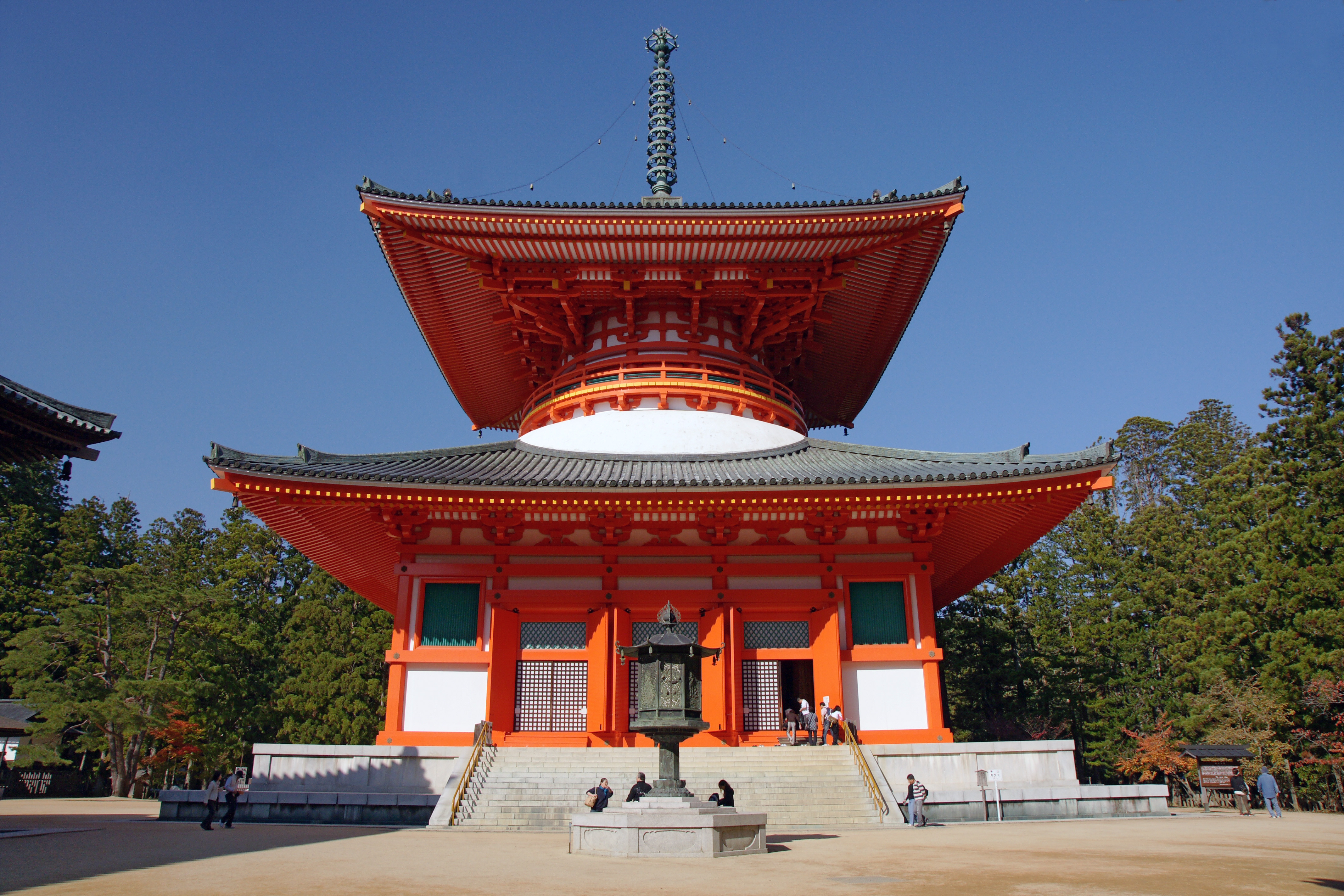
Компон-дайто, пагода в центре Коя-сан
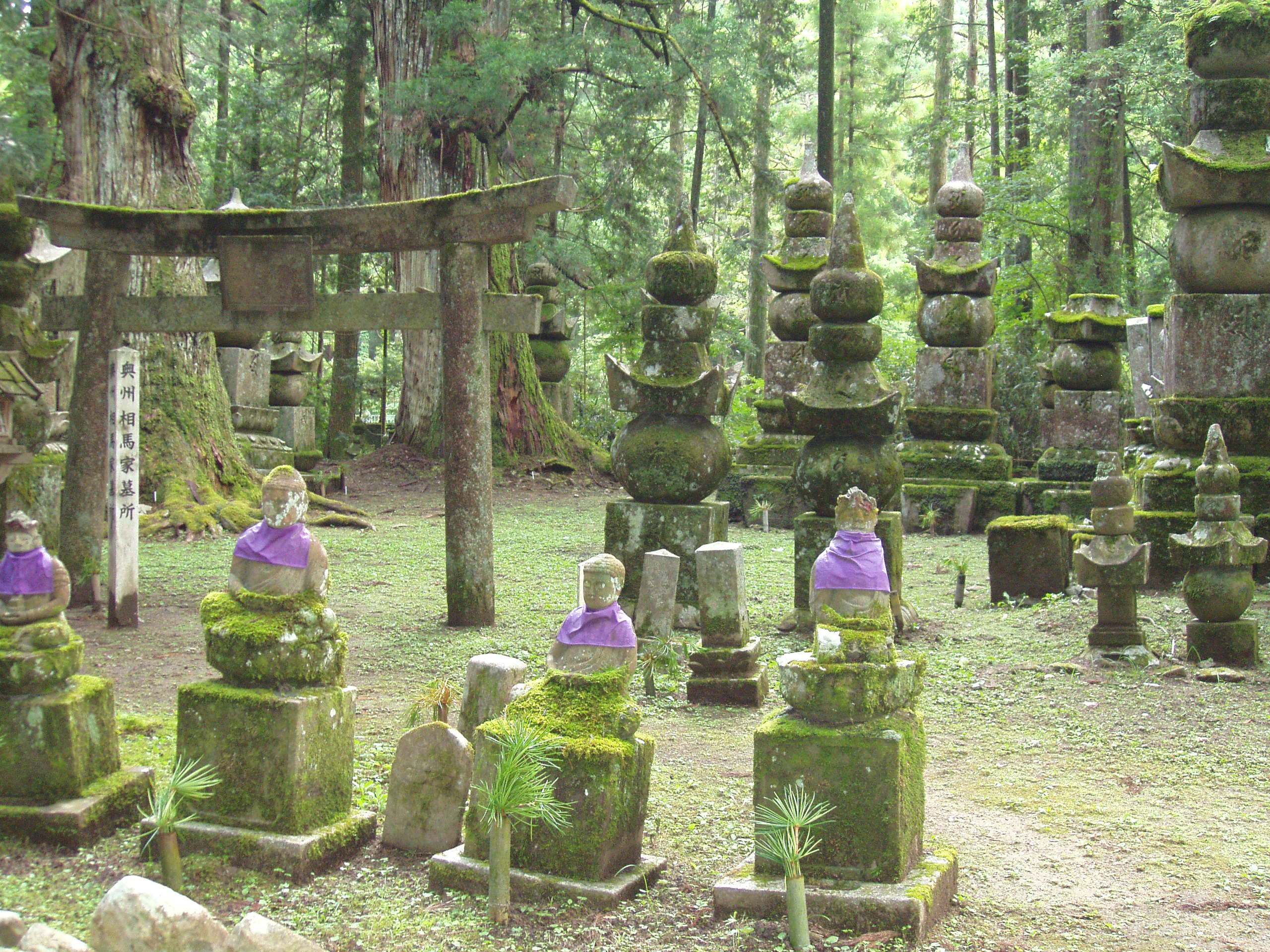
Окуно-ин
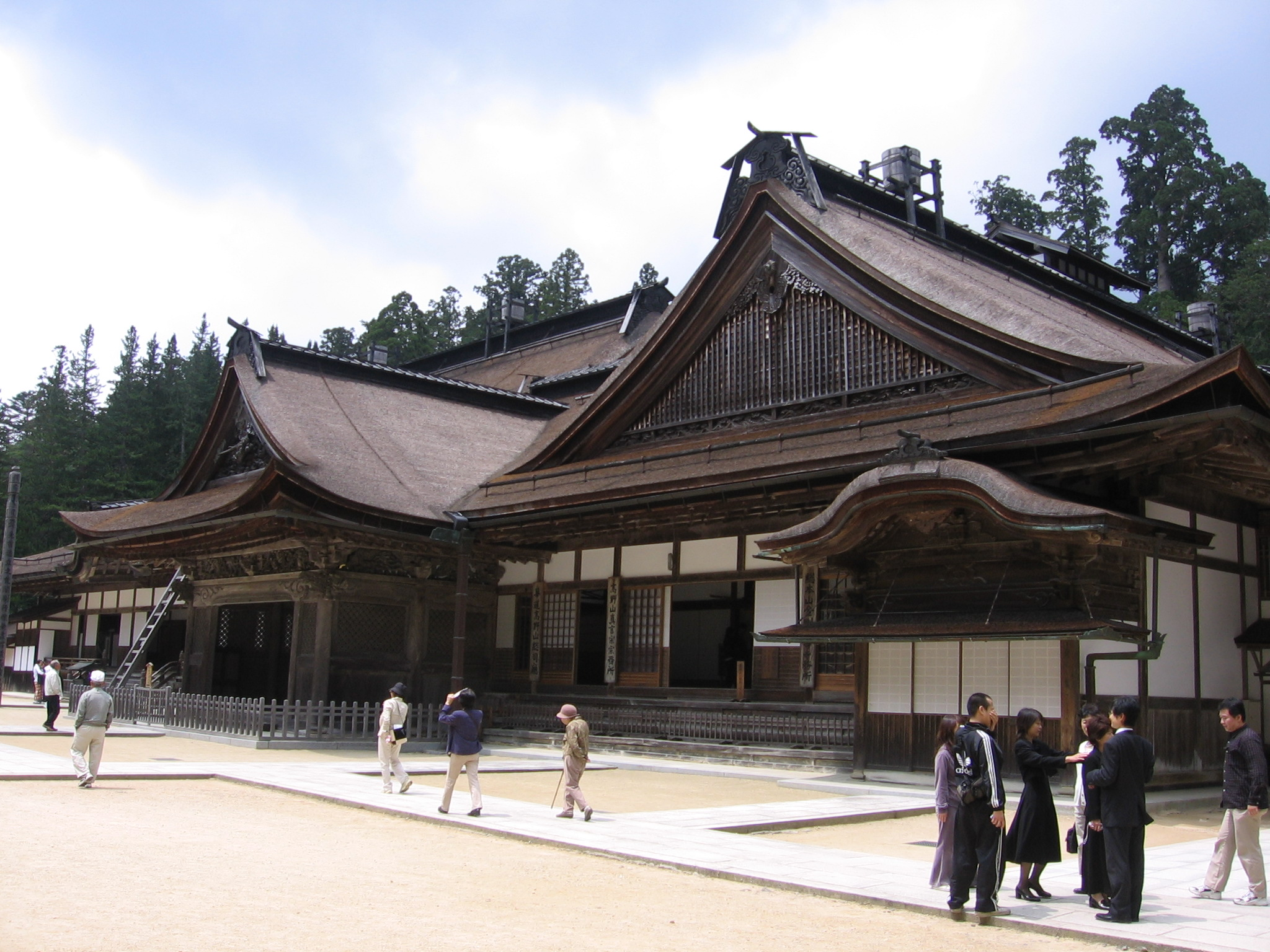
Конгобу-дзи в свету
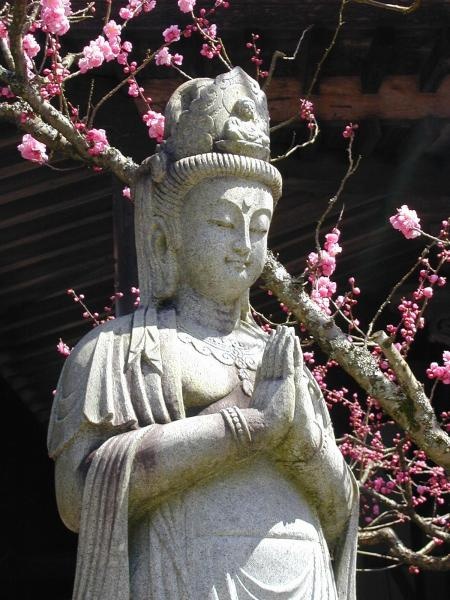
статуя Каннон в Дайэн-ин[яп.], «храме Небосвода» школы сингон
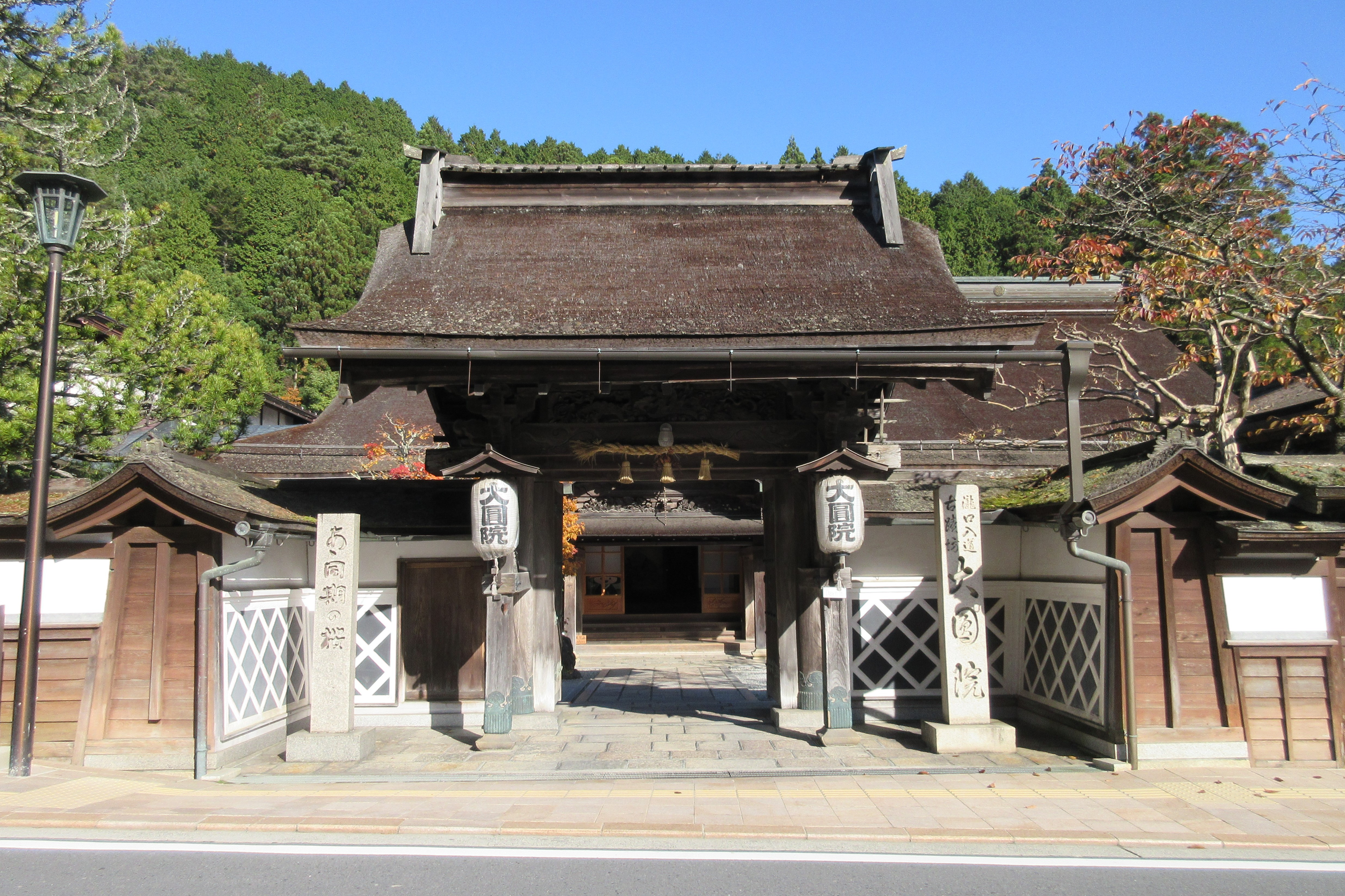
саммон Дайэн-ин, главные ворота в храм